# De koppelaarster (Vermeer)
De koppelaarster is een gedateerd en gesigneerd schilderij uit 1656 van de Hollandse meester Johannes Vermeer (1632-1675). Het is in het bezit van de Gemäldegalerie Alte Meister in Dresden, net als Brieflezend meisje bij het venster.

## Beschrijving
Met De koppelaarster schilderde Vermeer zijn eerste genrestuk, een voorstelling uit het dagelijkse leven, nadat hij in het begin van zijn loopbaan enkele werken met Bijbelse en mythologische onderwerpen had vervaardigd. Hij pakte de zaken ambitieus aan door het op een na grootste schilderij uit zijn oeuvre te produceren. Vermeer liet zijn nieuwe onderwerp, een bordeelscène, evenwel direct weer varen en legde zich na De koppelaarster toe op het schilderen van intieme huiselijke taferelen.

### Inspiratie
Het hier gekozen thema sluit aan bij de talrijke 'vrolijke gezelschappen' (in wezen bordeelscènes) uit de jaren 20 van de zeventiende eeuw. De koppelaarster wordt wel geïnterpreteerd als een variant op een favoriet thema van Rembrandt, de verloren zoon uit de Bijbel.
Bekende voorbeelden van dit thema in de Nederlandse schilderkunst zijn de gelijknamige schilderijen van de Utrechtse caravaggisten Dirck van Baburen, Jan van Bijlert en Gerard van Honthorst.

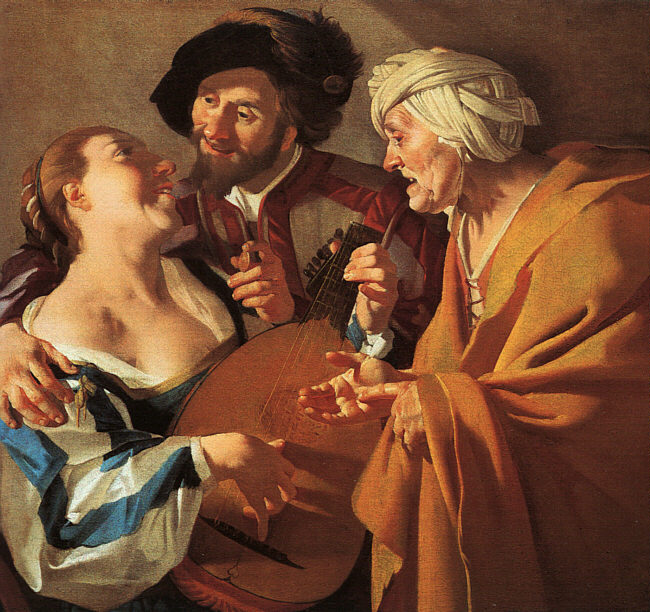
koppelaarster (1622) van Dirck van Baburen (1595-1624)
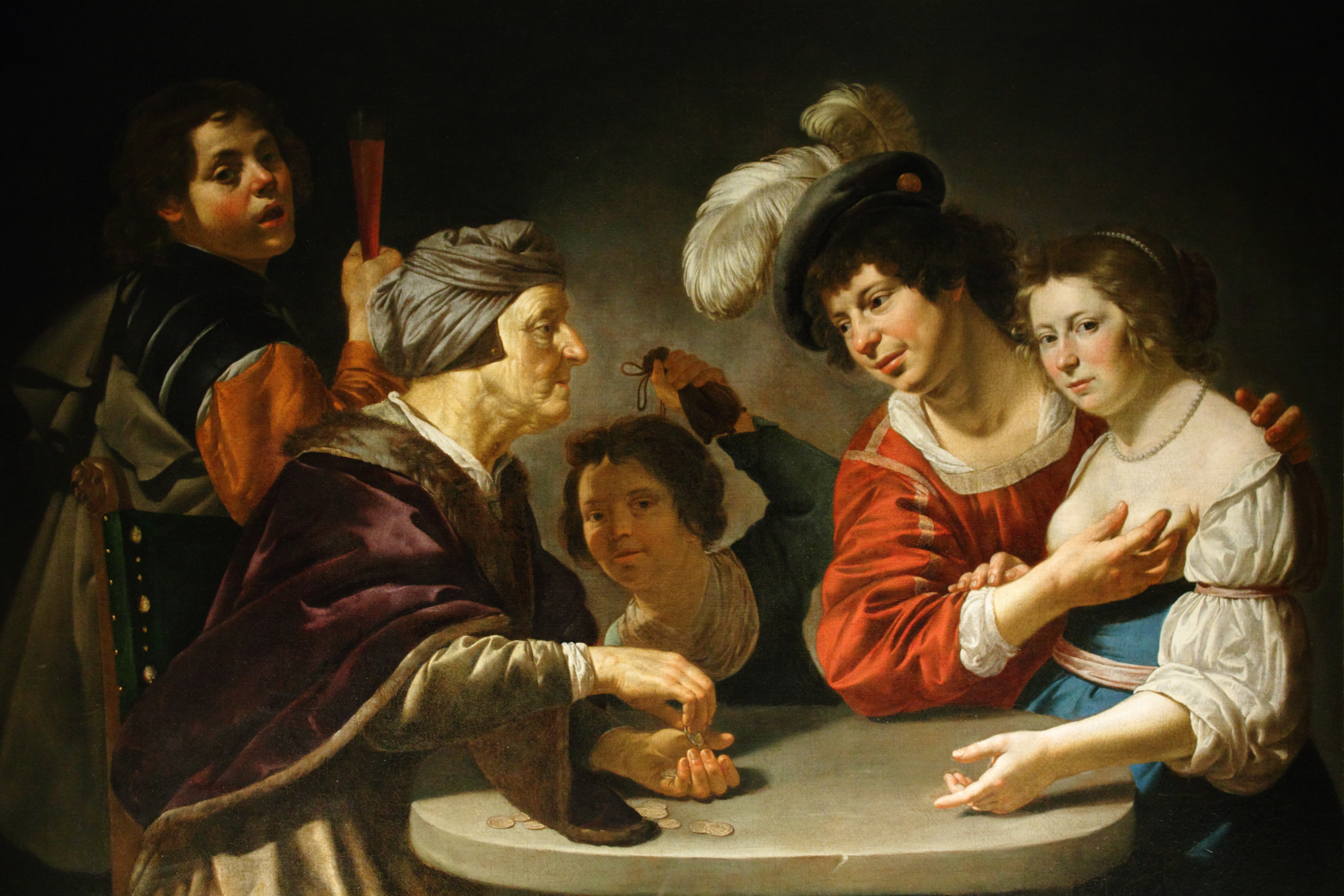
De koppelaarster (circa 1625-1630) van Jan van Bijlert (circa 1597/1598-1671)
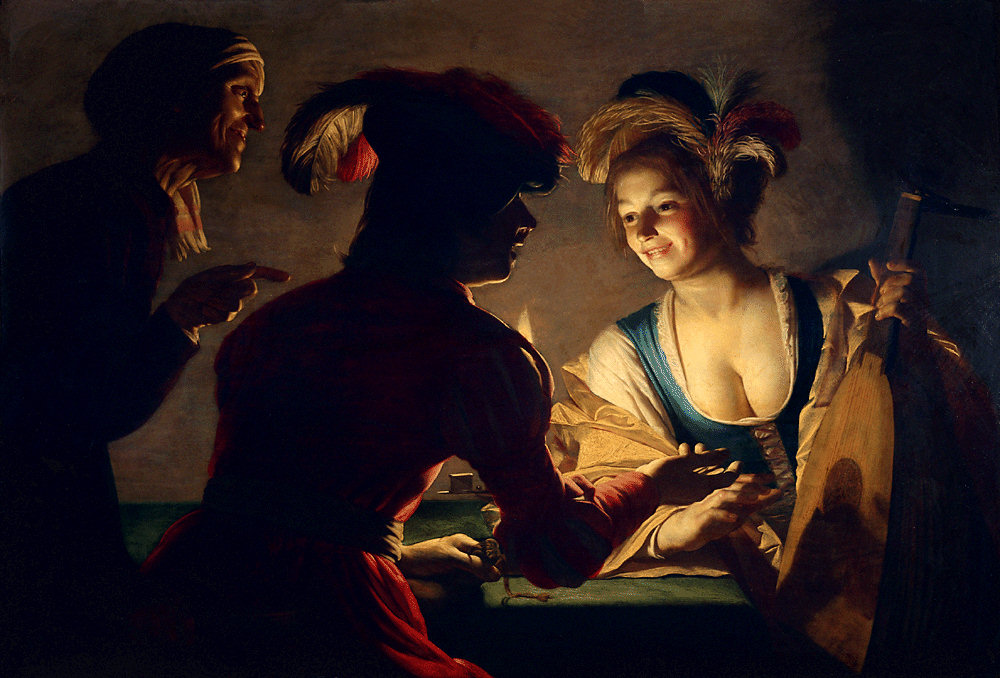
De koppelaarster (1625) van Gerard van Honthorst (1592-1656)

In de kunstwereld is er consensus dat Vermeer zijn inspiratie ontleende aan onder meer De koppelaarster van Dirck van Baburen, een werk - of versie daarvan - dat enige tijd in het bezit was van Vermeers schoonmoeder Maria Thins. Dit schilderij hangt ook op de achtergrond in Het concert en Zittende virginaalspeelster.

### Voorstelling
Op de balustrade van een bordeel houdt de prostituee een roemer wijn in de ene hand, terwijl haar andere hand zich opent om een munt van haar minnaar in ontvangst te nemen. Deze heeft de andere hand alvast om haar linkerborst gelegd. Haar neergeslagen blik wordt weersproken door de zelfvoldane glimlach, alsof ze verwacht dat meer munten zullen volgen. Links van het stel bekijkt een oudere vrouw, de koppelaarster, het tafereel goedkeurend en met een zekere wellust in haar blik.
Helemaal links heft een jongeman het glas. Gezien het snaarinstrument in zijn andere hand, een luit of een citer, is hij de bordeelmuzikant. De door alcohol vertroebelde lach van de jongeman verraadt zijn medeplichtigheid aan het verdorven schouwspel aan de kijker. Met zijn sierlijke wambuis en schuin gedragen baret is deze figuur het prototype van de kunstenaar, zoals deze in het werk van Rembrandt en ook in Vermeers eigen De schilderkunst werd afgebeeld. Vele kunstkenners vermoeden daarom dat de jonge Johannes Vermeer zichzelf hier heeft geportretteerd.

### Wijzigingen
Uit röntgenopnamen blijkt dat Vermeer al tijdens het schilderproces een aantal wijzigingen aanbracht ten opzichte van de oorspronkelijke schildering. Het gezicht van zowel de man met de rode jas als van de man met het muziekinstrument waren grotendeels goed zichtbaar, terwijl deze gezichten in het voltooide schilderij grotendeels in de schaduw van hun hoed verdwenen zijn en alleen kin en puntje van de neus belicht worden; hierdoor is de nadruk meer gericht op het muntstuk dat door de man in de rode jas wordt aangeboden en verdwijnen de beide mannen meer naar de achtergrond. In de oorspronkelijke versie had de vrouw ook een muntstuk in haar hand. Oorspronkelijk bestreek het tafelkleed het gehele onderste deel van het schilderij, terwijl er later een jas overheen gedrapeerd is.

## Eigendom
De koppelaarster bevond zich in 1737 in het Boheemse slot Dux (Duchcov). In 1741 werd het doek gekocht door de keurvorst van Saksen, August III. Sindsdien maakt het werk uit van de collectie van Gemäldegalerie Alte Meister, met een onderbreking tussen 1945 en 1955 toen het schilderij als oorlogsbuit was weggevoerd naar de Sovjet-Unie.
Diana en haar nimfen · Christus in het huis van Martha en Maria · De koppelaarster · Slapend meisje · Brieflezend meisje bij het venster · Het straatje · De soldaat en het lachende meisje · Het melkmeisje · Het glas wijn · Dame en twee heren · Onderbreking van de muziek · Gezicht op Delft · De muziekles · Brieflezende vrouw in het blauw · Vrouw met weegschaal · Vrouw met waterkan · De luitspeelster · Vrouw met parelsnoer · Schrijvende vrouw in het geel · Meisje met de rode hoed · Meisje met de parel · Het concert · Allegorie op de schilderkunst · Meisjeskopje · Dame en dienstbode · De astronoom · De geograaf · De kantwerkster · De liefdesbrief · De gitaarspeelster · Schrijvende vrouw met dienstbode · Allegorie op het geloof · Staande virginaalspeelster · Zittende virginaalspeelster
Omstreden toeschrijvingen: Sint Praxedis · Zittende vrouw aan het virginaal · Meisje met de fluit